# USS George Washington (CVN-73)
«Джордж Вашингтон» — (англ. USS George Washington (CVN-73)) — авіаносець ВМС США, шостий корабель класу «Німіц». Був названий на честь першого президента Сполучених Штатів Джорджа Вашингтона. Четвертий корабель з такою назвою у складі ВМС США.

## Історія створення
Авіаносець «Джордж Вашингтон» був закладений 25 серпня 1986 р., спущений на воду 21 липня 1990 р. в присутності першої леді США Барбари Буш та зарахований до складу флоту під час святкування дня незалежності США 4 липня 1992 р.

## Конструкція
Корабель має довжину в 333 метри і ширину в 76,8 метра. Загальна площа палуби 18000 м². На авіаносці знаходиться приблизно 80 літаків і вертольотів, для їх підйому на палубу з ангара використовується чотири ліфта. На кораблі знаходиться 4 опріснювальних установки, за допомогою яких отримують 1500 м³ придатної для пиття води. Щодня харчовий блок авіаносця готує приблизно 18000 порцій їжі. На кораблі обладнано приблизно 2500 приміщень, здатних розмістити 6250 чоловік. Корабель використовує два якоря вагою 30 тонн кожен.

## Історія служби
Авіаносець вийшов у перший похід до Середземного моря та Перської затоки 20 травня 1994 р. та повернувся до порту приписки Норфолк 17 листопада 1994 р.
Виконавши три походи, корабель з 11 травня 1998 р. до 17 березня 1999 р. був на плановому ремонті на верфі Норфолку.
У четвертому поході від 21 червня 2000 року по 19 грудня 2000 «Джордж Вашингтон» провів більшу частину шестимісячного розгортання в Перській затоці бувши центром американської військової присутності в цьому регіоні.
13 лютого 2001 р. Джордж Вашингтон почав шестимісячний плановий ремонт на верфі Норфолка. На кораблі були модернізовані численні системи корабля, в тому числі житлові приміщення, системи вентиляції та комп'ютерні мережі. 31 липня корабель почав чотириденні ходові випробування, перш ніж повернутися в порт приписки в рамках підготовки для запланованого розгортання 2002 р.
11 вересня 2001 р., в момент атаки терористів «Джордж Вашингтон» перебував недалеко від берегів Вірджинії, вже на наступний день він прибув в акваторію Нью-Йорка й забезпечував безпеку повітряного простору міста і прилеглих районів.
Ударна група «Джорджа Вашингтона» почала черговій похід 20 червня 2002 року та попрямувала до Аравійського моря, де 19 липня змінила у чергуванні ударну групу «Джона Кеннеді». 11 вересня 2002 р. «Джордж Вашингтон» був змінений в Перській затоці ударною групою «Авраам Лінкольн», де «Джордж Вашингтон» підтримував операції «Південна сторожа» і «Непохитна свобода». Кораблі ударної групи «Джорджа Вашингтона» повернулися в Норфолк 20 грудня 2002 року. Протягом шестимісячного розгортання «Джордж Вашингтон» запустив близько 10000 бойових вильотів.
ВМС США оголосили 13 січня 2004 року що ударна група «Джорджа Вашингтона» вирушить у планове розгортання через тиждень. Авіаносець з авіакрилом CVW-7 на борту вийшов в похід 20 січня. «Джордж Вашингтон» наніс візит порту в затоці Суда на Криті з 6 лютого по 10 лютого 2004 року. 16 лютого Джордж Вашингтон пройшов Суецький канал і увійшов в Червоне море 17 лютого.
20 лютого «Джордж Вашингтон» увійшов в Аденську затоку і через тиждень почав проводити операції в Перській затоці. 13 березня корабель здійснив перший з трьох візитів в порт Джебель-Алі, ОАЕ. 8 квітня літаки F/A-18 Hornet з авіакрила CVW-7 брали участь в бою за Фалуджу. Літак «Wildcat» ударної винищувальної ескадрильї 131 (VFA-131) провів обстріл ворожої позиції 20 мм гарматою. 9 квітня інший літак Hornet з ескадрильї VFA-131 скинув дві 225-кг бомби з лазерним наведенням GBU-12 на інші ворожі позиції в Фалуджі, Ірак. Це було перше бойове вживання боєприпасів літаками CVW-7 з «Джорджа Вашингтона» у підтримці операцій у війні в Іраку.
«Джордж Вашингтон» був змінений на бойовому чергуванні авіаносцем «Джон Кеннеді». Зробивши 14-18 липня зупинку в порту в Неаполі, та пройшовши більш ніж 51 000 морських миль (94000 км) і провівши шість місяців у морі, «Джордж Вашингтон» завершив шостий похід до Середземномор'я і Перської затоки і повернувся в Норфолк 26 липня.

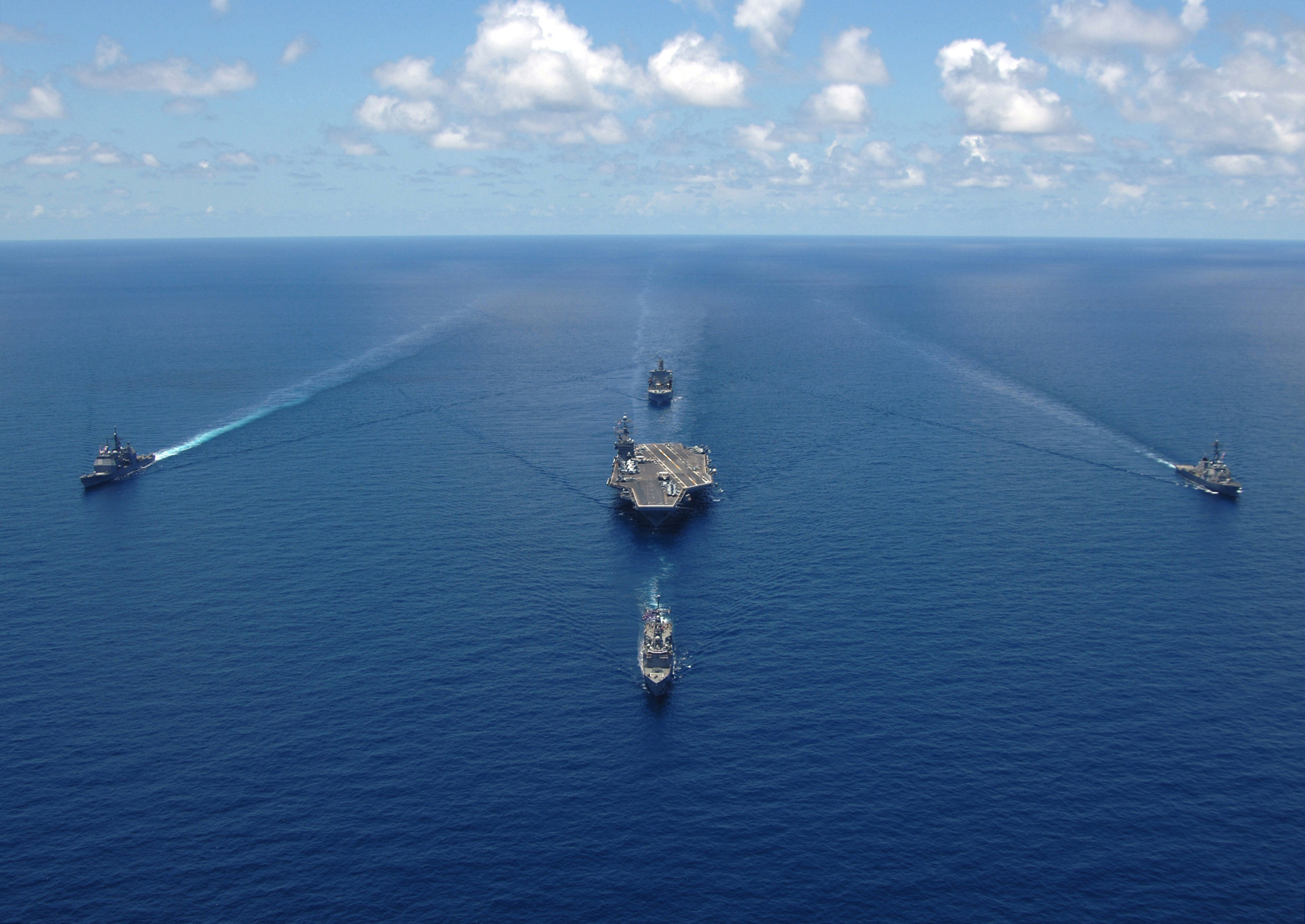
Авіаносна ударна група «Джордж Вашингтон»

22 травня 2008 р. на борту авіаносця ВМС США «Джордж Вашингтон» спалахнула сильна пожежа, що заподіяла американському флоту збиток в 70 мільйонів доларів. Пожежа була викликана непогашеною сигаретою. Екіпажу корабля знадобилося 12 годин, щоб впоратися з вогнем. В результаті спалаху від диму і незначних опіків постраждали 37 чоловік. Про це повідомив офіційний представник Тихоокеанського флоту ВМС США капітан Скотт Гарек.
У 2008 році, попри протести місцевого населення, «Джордж Вашингтон» замінив авіаносець «Кітті-Хок» на американській базі Йокосука в Японії. Таким чином Джордж Вашингтон став першим кораблем США з ядерною енергоустановкою розміщеним на базі в іноземній державі на довгий строк. Авіаносець прибув до Йокосуки, Японія, 25 вересня 2008 року. Кілька сотень місцевих прихильників і та тих що протестували зустріли прибуття корабля.
Корабель відплив у Корею 1 жовтня і взяла участь у Міжнародному огляді флоту цієї країни. Після цього, авіаносець у супроводі крейсера «Каупенс» та есмінця «Джон С. Маккейн» вирушив до Гуаму, куда прибув 31 жовтня 2008 року. Ударна група «Джорджа Вашингтона» повернулася в Японію 21 листопада.
У 2009 р. авіаносець відвідав Перт (Австралія), Сингапур, Манілу (Філіппіни), Індонезію. 3 вересня ударна група повернулась до Японії для проходження технічного обслуговування.
11 травня 2010 р. обслуговування було завершено та «Джордж Вашингтон» вийшов у море для випробувань. Влітку авіаносець відвідав Південну Корею та В'єтнам. В листопаді «Джордж Вашингтон» знов вийшов до Південної Кореї у зв'язку з напруженими відносинами з Північною Кореєю.
У 2011 р. «Джордж Вашингтон» був одним з кораблів, що надавали допомогу Японії після Великого тохокуського землетрусу